# ヒコロヒー
ヒコロヒー（1989年〈平成元年〉10月15日 - ）は、日本の女性お笑いタレント、司会者、女優、脚本家。松竹芸能所属。本名非公開。

## 経歴
高校在学中に、『くりぃむしちゅーのオールナイトニッポン』やブラックマヨネーズの深夜のラジオ番組を聴いたり、M-1グランプリの影響があったりしてお笑い好きとなった。ただし当時は芸人になる気は無く、高校3年の時にガソリンスタンド社員として採用が決まり、そのまま就職するつもりでいた。しかし、親の要望で大学受験し、1校だけ受験して合格した近畿大学文芸学部芸術学科に進学。大阪の大学を受験した理由は、ミナミに憧れてという気持ちもあったという。
大学ではアルバイトをかなり頑張りお金を稼ぎたかったのでサークルに入るつもりは無かったが、「勧誘してくれた先輩が男前だった」という理由で文化会落語講談研究会に所属。霜降り明星の2人は学生時代からの付き合い。しかし本人は、このサークルは「ちゃらんぽらんな部活だった」ということで、芸人になろうと考えている人は居らず、自分も学生芸人だったという自覚はなかったと回顧。大学の落語研究会では、主に部室で仲間と麻雀をしたり漫画を読んでいた。ただし同研究会には本気で落語をやりたい真面目な部員も少なからずおり、そういう先輩から怒られないよう寄席などのイベント前の数日間だけは落語を真面目に練習する、という日々を送った。
大学2年生の時の大学祭のお笑いイベントで、落語研究会の先輩から「欠員が出たから3分間お前何かネタやってくれ」と頼まれた。これに気軽に出演して落語ベースの一人コントを披露すると、それを見ていた松竹芸能のマネージャーにスカウトされた。その際名刺を渡されたが、当時は芸人になるつもりがなかったため、「はいはい～」のような感じで軽く受け流した。
その後就職活動が始まるタイミングで、大学卒業後映画かラジオの現場スタッフの仕事をしたいと考えていた。松竹グループは映画を制作しているので人脈面でも有利になると考え、このような就職にも繋がるかと思い入所。また、別のインタビュー記事では、「大学時代に麻雀ばかりやっていたせいで留年が決まってしまった。『現役で卒業できないなら近道で就職するしかない』と思い、松竹の名刺の電話番号に連絡して（養成所に）所属させてもらった」とも語っている。
特待生として授業料免除で松竹芸能大阪養成所入り。養成所ではコンビを組むのが一般的なため本人も数人から誘われたが、自分に合う人がいなかったことから、ピン芸人で活動することになった。当時、養成所にはきつね、Aマッソらが居り、彼らとは当時から仲が良かった。養成所時代には講師と喧嘩したため事務所ライブに出られなくなったこともあった。
同所卒業後に松竹芸能（大阪）所属となる。初期は大阪を拠点にし道頓堀角座などで活動。多い時で月に15本から20本のライブ出演をこなす。2013年12月1日に、道頓堀角座で初の単独ライブ「ヒッコロコメディショー」を行う。
2013年春、芸人活動と学生生活が全く両立出来なくなったことを理由に大学を中退。本人は、「単位も取れないから大学はずっと辞めたいと思っていて、（芸人活動をしていることから）『お笑いという夢が見つかった』ということでお笑いで頑張りたいことを理由に大学を辞めた感じだった」と語っている。
だが、大学を辞めた時点でそのままお笑いの道に進むと決意していたわけではなく、本人はむしろフリーターになろうと考えていた。それでも芸人としてやっていこうと考えたのは、本人は「これといったきっかけがあったわけじゃない」としながら、「インディーズライブでヒューマン中村、三浦マイルド、おいでやす小田ら同じピン芸人の先輩たちと共演するうちに、ピン芸人の面白さや楽しさ、大変だけど自由なことなどの魅力を感じたのかな」と話している。大阪で3年間活動した後、場所を変えて自分の笑いを試して勝負したく上京、2014年4月から松竹芸能東京に所属。尊敬するさらば青春の光が松竹を退社したことも上京の一因だという。
『IPPONグランプリ』（フジテレビ系）への出場に向けた全国一斉大喜利ペーパーテスト（1,603人出場）を勝ち抜き、本戦への出場枠を賭け第1回『IPPONスカウト』に出演（初登場）。MCのバカリズム、小木博明（おぎやはぎ）、設楽統（バナナマン）らから高く評価された。第11回『IPPONスカウト』（2014年5月17日放送）では最終決勝の5人の解答者に選出。大喜利に関しては大阪時代の3年間「ずっと負けてるなと思ったことが無い」と言い、『IPPONグランプリ』本戦出場を逃したことにも悔しさを表すコメントをしていた。
2021年から初の冠番組『キョコロヒー』（テレビ朝日）が始まるなどテレビ出演が増え、ニホンモニター調査の同年7月に発表された「上半期ブレイクタレントランキング」10位にランキングするなどブレイクを果たす。その後「国民的地元のツレ」という愛称でも呼ばれている。同年12月には同調査の「ブレイクタレントランキング」で年間5位にランキングする。
同年12月13日に行われた『女芸人No.1決定戦 THE W』では2016年から2020年まで4年連続で準決勝で敗退していたが、5年目となる2021年大会で初の決勝進出を果たした。しかし、Bブロックの登場初戦での天才ピアニストとの対戦にて満票で敗退した。
2025年7月31日、小説『黙って喋って』で第31回島清恋愛文学賞（金沢学院大学主催）を受賞した。同賞にお笑いタレントが選出されるのは初めてとなる。

## 人物

### 基本情報
- 愛媛県出身。
- 身長は165cm[16]。
- 血液型AB型。
- 愛称はヒコ、ヒコちゃん、ヒコさん、ヒコ姉。一人称は「わし」。
- 自己紹介時のキャッチコピーは、「国民的地元のツレ」。
- 松竹の初舞台の前に芸名を付ける。ヒコロヒーという芸名に特に意味は無く「2秒で付けた」という[8]。ただ本人は元々「直角がいっぱいある文字」が好きで、それを寄せ集めて出来たのが「ヒコロヒー」だった、と話している[17]。
- 所属する松竹芸能の社長からは「（松竹にとって）クロちゃん （安田大サーカス）との二枚看板｣と認められている[18]。
- 中学、高校時代は本人曰く「洒落にならないくらいの反抗期を迎え」、よく学校をサボって喫茶店や漫画喫茶などで過ごしていた[注 2]。また、学校に行っても髪の毛を染めて生活指導の教師にボコボコにされたり、不良生徒とケンカをするなどしていた。高校3年生になると周りから「このままだと留年になる」と言われ、以後一年間は家族の車で学校まで送迎された[3]。
- 鳴かず飛ばずだった20代の頃、なかなか売れない自分にすねて26歳の時にもう辞めて、丸の内のOLになると決める。それまでアルバイトらしいものも水商売ぐらいしかやったことがなく、「何の免許もない」と焦ったということで、「芸人と反対の職業がOLやと思っていたから」との理由で会社員になることを選択。当時のマネジャーには反対されたが、当人の意志が固く、職業体験のような感覚で「気が済むまでやって来い」と送り出され、一時芸能界から離れる。不動産関連の会社の事務に勤務していたが、1か月ほどでもう全然無理と感じてマネジャーに「もう戻ります」と伝えるも、「早すぎる。あと2か月頑張れ」と会社勤めを続けるよう言われる。ヒコロヒーは「（それまで）コミュニケーションの仕方とかも知らないし、興味もない」から「どんどん居づらくなり、つまんなくなって」と、結局会社勤めは3か月ほどで辞めて芸人に戻ったという[19]。
- 2021年時点までは運転免許を保有していない[20]。

### 趣味・嗜好
- 趣味・特技は競馬、麻雀（著名人麻雀リーグ会員）、料理、バスケットボール、ダンス、映画・美術鑑賞[注 3]、剣道、速読、暗記、ことわざに詳しい[16][23]。また「定期的に漫画描きたくなる周期がある」ほど漫画を描くことが好きで、まだ売れていなかった頃の一時期、芸人を辞めて漫画家を目指そうとしていたこともあったという[24]。中島みゆきのファンクラブに入会している[25]。
- 喫煙者である[26]。日常的にベランダの柵から足を出してたばこを吸っており、その姿を見かけた通行人から警察に通報されたことがある[27]。笑福亭晃瓶によると、普段は紙巻きたばこだが、先輩のまわりでは自分の服や髪に匂いが付かないよう電子タバコを吸っている。
- 一方で、野球のことについては「全然詳しくない」とのこと。プロ野球選手の大勢（読売ジャイアンツ）について、顔写真を名前を見て「1人なのに『大勢』（おおぜい）ってどういうことですか？」と質問し、すごく有名な選手だと言われて、大恥をかいたという[28]。
- 小学生の頃は松浦亜弥が大好きで、『松浦亜弥Let's do it!!』（ニッポン放送）で初めてラジオ番組というものを聴き始めた[3]。ある日同局に合わせたまま「深夜はどんな番組をやっているんだろう？」と思い、たまたま『くりぃむしちゅーのオールナイトニッポン』を聴いて面白かったことから、以後他の局を含めた芸人の深夜ラジオを聴くようになった[3]。
- 好きな落語の演目は、「子は鎹」や「芝浜」などの人情噺や「水屋の富」のようなオチがちょっと変わった作品[3]。

### 交友関係
- 2017年から先輩コンビのつる（太陽の小町）と2Kでルームシェアしている。2019年5月24日には、この2人で「Since 603」というタイトルのトークライブを開催した[29]。
- 女性芸人の中で一番仲がいいのは、紅しょうがの稲田美紀であると話している[7]。
- 金子学（元うしろシティ）率いるチーム「GIGA BODY, METAL, from JAPAN」が2019年7月11日にフィンランド・ヨエンスーで開催された「Heavy Metal Knitting World Championships（ヘヴィメタル編み物世界選手権）」決勝大会に出場して優勝。ヒコロヒーも平岡佐智男（コーヒールンバ）、ゆんぼだんぷと共にこのチームのメンバーとして出場した[30]。
- 『行列のできる相談所』（2022年5月8日、日本テレビ）出演時、運送業の男性とお付き合いしていることを明らかにしている[31]。

### 芸風
- ネタは約200本持ち、衣装、音響や小道具などの仕掛けに頼らない一人コントが特徴[8]。自分のコントを『ヒッコロコント』と称し（DVD『柴田英嗣（アンタッチャブル）の「ワロタwwww」〜超絶おもしろいのに全く知られてない芸人たち〜』でも「新星!ヒッコロコント」のキャッチフレーズが付いている[32]）、コントの前には「ヒコロヒーのヒッコロコント」と発するのが定番である[33]。ちょうどいい感じのアウトローさで、言動がクールとも言われており[23]、先輩芸人の新道竜巳（馬鹿よ貴方は）は「設定選びが他の芸人と一切かぶらない」と評している[33]。一方で毒気のあるネタ、過激なネタも多く有するという[4]。象形文字から漢字の成り立ちをベースにネタにしたものなど、フリップを使った漫談も演じることがある[11]。
- 社会問題全般に関心があり、M-1グランプリでは同じくピン芸人のみなみかわ（元ピーマンズスタンダード）と即席コンビ「ヒコロヒーとみなみかわ」を組んで出場、芸人社会のジェンダーに切り込んだ漫才を披露し[34]、2019年は3回戦まで[33]、2020年は準々決勝まで進出[35]。このようなジェンダーバイアスをテーマにした漫才を作ったのは、誰もして来なかったであろうと思う設定で新しく面白いものをやろうという気持ちからだった。男性芸人の先輩から性的なことを挨拶のように聞かれるのは日常茶飯事だったということで、そのような不満やむかつきをみなみかわと喫茶店で愚痴りながら喋っている時にその流れで、その不満を漫才という形で発展させて作ることになった。そのネタをM-1グランプリやバラエティ番組などで披露したところ、各所から想像以上の反響をもらったという[36]。この漫才が注目を浴びたことで、2021年のブレイクにつながったとみる指摘もある[37]。
- 「売れるために芸人の仕事に集中し、総額500万円を借りる」ことを目的とした『ヒコロヒーの金借りチャンネル』というYouTubeチャンネルを開設しており、せいや（霜降り明星）、森田哲矢（さらば青春の光）、福田麻貴（3時のヒロイン）、淡路幸誠（きつね）、稲田美紀（紅しょうが）などから借金をしている。なお、このチャンネルを開設した当初は月給15万円、家賃を50万円滞納していた他、消費者金融に50万円、元彼に80万円、以前のバイト先に40万円それぞれ借金していたが[38]、その後のブレイクによって、2021年6月の月給が98万円だったこともあって、2021年7月3日に自身のSNSで借金を全額完済したことを報告した[38]。『5時に夢中!』（TOKYO MX）に出演した際、矢口真里から10万円借りたエピソードを語ったが、「最近仕事どうですか？ 私に10万貸したら第7世代とパイプできますよ」と説得したという[39]。2025年、行きつけのワインバーのマスターが亡くなり、店が売りに出されたことをきっかけに、チャンネル名を『歌舞伎町の女チャンネル』に改め「歌舞伎町成り上がりドキュメント」として再始動した[40]。

## 賞レース成績
- 女芸人No.1決定戦 THE W - 2017年（第1回）から2020年（第4回）まで4年連続で準決勝まで進出。2021年（第5回）決勝進出[41]。
- R-1グランプリ2021 - 準決勝敗退[注 4]
- R-1グランプリ2022 - 準決勝敗退[44]
- R-1グランプリ2024 - 準々決勝敗退[注 5]
- GQ MEN OF THE YEAR 2023 ブレイクスルー・エンターテイナー賞[47]
- R-1グランプリ2025 - 準決勝敗退[注 6]

ヒコロヒーとみなみかわ
- M-1グランプリ2019 - 3回戦進出
- M-1グランプリ2020 - 準々決勝進出
- M-1グランプリ2021 - 準々決勝進出

## 受賞歴
2025年
- 第31回島清恋愛文学賞（『黙って喋って』）

## 出演

### テレビ
現在のレギュラー番組
- キョコロヒー（2021年4月1日 - 、テレビ朝日） - MC（齊藤京子と共に）[51]
- THE突破ファイル（日本テレビ） - 再現ドラマのみ
- 全力!脱力タイムズ（2021年5月21日 - 、フジテレビ）[51] - 「脱力コンプライアンス委員会」でコーナー出演するが、2022年7月22日の放送分では芸人ゲストとして出演している。
- 5時に夢中!（2021年11月3日 - 、TOKYO MX） - 水曜コメンテーター[52]
- NHK短歌（2023年4月 - 、NHK Eテレ） - 第1・2週司会[53]
- MTV PUSH Presents FUTURE ICONS（2024年2月24日 - 、MTV） - MC（増井健仁（ワーナーミュージック・ジャパン）と共に）
- 一茂×かまいたち ゲンバ（2024年12月1日 - 、日本テレビ） - ナレーター[54]

過去の出演番組
- エンタの神様（2010年3月13日、日本テレビ）- ※本名で出演。披露したネタは、『娘と母親の進路相談』（内容は娘がパンクロッカーになりたいと母親に言い出して、母親役である本人がそれを考え直してほしいとダメ出しをかけるというやり取りの一人コント。）
- 爆問×伯山の刺さルール!（2021年10月6日 - 2023年9月20日、テレビ朝日）[注 7]
- IPPONスカウト（2014年5月17日（スカウト本戦）・2012年11月17日・2013年5月25日・11月16日・2014年11月1日、フジテレビ）[51]
  - IPPAN グランプリ（2014年11月5日）[51]
- 踊る!さんま御殿!!（2014年10月14日・2021年5月11日・9月14日、日本テレビ）
- 勇さんのびわ湖カンパニー（びわ湖放送）
- 〜公開ネタ見せ番組〜 輝け!ギャラ3000円芸人（BSスカパー!）
- じわじわチャップリン（2016年8月27日初出演、テレビ東京）
- ネプ&ローラの爆笑まとめ! 2017直前スペシャル（2017年4月1日、TBS）
- S Rocks（2017年10月 - 、TOKYO MX） - サンロッカーズ渋谷応援芸人としてレギュラー出演
- ウチのガヤがすみません!（2018年8月28日・9月24日、日本テレビ）
- 爆笑オンエアバトル 20年SP〜平成最後の年に一夜限りの大復活!〜（2019年3月24日、NHK総合）
- 有田ジェネレーション（2020年1月15日・6月29日、TBS） - 以降同番組の研究生に
- ゴッドタン（2020年6月14日・10月11日・11月28日、テレビ東京） - 「気づいちゃった発表会」コーナー、「芸人マジ歌選手権」などに出演
- 有吉の壁（2020年8月19日・2021年2月17日・4月7日・5月26日・7月28日・9月15日・10月27日・11月10日・12月29日・2022年2月2日、日本テレビ）
- 女の揉めごとお笑いバトル いざこざの花園（2021年4月2日・4月7日・4月8日、フジテレビ）
- ジンギス談!（2021年10月30日・11月6日、HBCテレビ） - 紺野ぶるまとゲスト出演
- サンバリュ「お笑い密室ミッション WARAゲーム」（2021年12月12日、日本テレビ）[55]
- 本家が聴かせてもらいます（2021年11月19日（18日深夜） - 12月17日（16日深夜）・2022年2月5日、テレビ東京） - 森本晋太郎（トンツカタン）とダブルMC[56][57][58]
- ひきだすにほんご Activate Your Japanese!（2022年2月 - NHKワールドTV） - 日本語講座番組のスキット。阪本すみれ役
- オールスター感謝祭（2022年3月26日・2024年4月6日・10月5日・2025年3月29日、TBSテレビ）
- オールスター後夜祭（2022年3月27日・2023年4月9日・10月15日・2024年4月7日・10月6日、2025年3月30日、TBSテレビ） - 2025年3月の第12回で総合86位で永久追放となっただけでなく、大仁田厚からの罰ゲームも執行された[59]。
- ドーナツトーク（2022年4月3日 - 2024年3月31日、CBCテレビ） - レギュラーMC[60][51]
- 藤井 風テレビ with シソンヌ・ヒコロヒー（2022年4月23日・4月30日、テレビ朝日）[61]
- あの界隈を恋愛ドラマにしたら…不覚にもキュンときた（2022年7月30日 - 12月24日、中京テレビ） - MC[62]
- カネ梨和也（2023年1月13日 - 4月1日、日本テレビ） - 旅のお供
- ハートフルワールド（2023年2月・11月・2024年3月、CBCテレビ）[63][64][65]
- THE TIME,（2024年7月1日 - 29日、TBS）- 7月の月曜日マンスリーレギュラー
- MTV VMAJ（2025年3月30日、MTV） - 司会（せいや（霜降り明星）とともに）※イベント日3月19日
- 私のバカせまい史（2022年5月6日 - 2025年3月21日、フジテレビ） - 研究員
- クイズタイムリープ（2024年8月11日、2025年8月20日、日本テレビ）‐解答者

### テレビドラマ
- 生きるとか死ぬとか父親とか（2021年4月10日 - 6月26日、テレビ東京系） - 音響スタッフ・遠山 役
- #家族募集します 第1話・第8話・最終話（2021年7月9日・9月17日・9月24日、TBSテレビ系） - 野田久実子 役[66][67]
- 黙食女子 第1話（2021年12月3日、ひかりTV） - 雑誌編集者 役[68]
- ミステリと言う勿れ 第1話 - 第3話（2022年1月10日 - 24日、フジテレビ系） - 露木リラ 役[69]
- ZIP! 朝ドラマ 泳げ!ニシキゴイ（2022年7月19日 - 9月16日、日本テレビ系） - 渡辺美樹子 役[70]
- 特集ドラマ 忘恋剤（2023年3月30日、NHK総合） - 若松奈緒 役[71]
- だが、情熱はある（2023年4月9日 - 6月25日、日本テレビ系） - 山里瞳美 役[72]
- わたしのお嫁くん（2023年4月12日 - 6月21日、フジテレビ系） - 高橋君子 役[73]
- お笑いインスパイアドラマ ラフな生活のススメ 第6回（2023年8月22日、NHK総合）[74]
- 泥濘の食卓 第7話・第8話（2023年12月2日・9日、テレビ朝日系） - 捻木あかり 役[75]
- アクターズ・ショート・フィルム4「ハルモニア」（2024年3月8日、WOWOW）[76]
- 日曜劇場（TBSテレビ）
  - さよならマエストロ〜父と私のアパッシオナート〜 第9話（2024年3月10日） - 朋花 役[77]
  - キャスター（2025年4月13日 - 6月15日） - 鍋田雅子 役[78]
- トーキョーカモフラージュアワー（2025年1月19日 - 、テレビ朝日 / 2025年1月20日 - 、朝日放送テレビ） - 脚本[79]

### 配信コンテンツ
- トークサバイバー!〜トークが面白いと生き残れるドラマ〜（Netflix）
  - シーズン1（2022年3月8日）[80]
  - シーズン2（2023年10月10日）[81]
- お前によろしく（2022年3月30日、YouTube・TELASA） - 脚本[82]
- インシデンツ（DMM TV）
  - シーズン1（2022年12月23日）- レイチェル・カレン 役[83]
  - シーズン2（2024年1月19日 - ）- 金子弥生 役
- 岩場の女（2024年9月 - 、GLOWDIA Podcast）[84]
- JRA FUN YouTubeチャンネル アニマル学園（2024年10月10日 - 、YouTube）[85][86]
- ダマってられない女たち（2024年12月13日 - 、ABEMA） - MC[87]
- MTV VMAJ Backstage Talk（2025年3月21日、YouTube「MTV Japan」） - 司会（せいや（霜降り明星）とともに）※イベント日3月19日

### 映画
- ウェディング・ハイ（2022年3月12日） - 本人 役[88]
- 大名倒産（2023年6月23日） - しの 役[89]
- カラオケ行こ!（2024年1月12日） - 成田和子 役[90][91]
- か「」く「」し「」ご「」と「（2025年5月30日） - 朝倉先生 役[92]

### 吹き替え
- FLY!/フライ!（2024年3月15日） - グウェン 役（キャスパー・ジェニングス）[93]

### アニメ
太字はメインキャラクター。
- ぼさにまる（2023年4月3日 - 9月14日） - キャシー 役[94][注 8][注 9]
- ALL YOU NEED IS KILL（時期未定） - レイチェル 役[95]

### ラジオ
現在のレギュラー番組
- 大竹まこと ゴールデンラジオ!（2021年4月1日 - 、文化放送） - 木曜日リポーター[96][97] → 木曜日パートナー）
- トーキョー・エフエムロヒー（2022年10月7日 - 、TOKYO FM） - 毎週木曜 20:00 - 20:55[98]

過去の出演番組
- ヒコロヒーのストロベリーワンピース（2020年10月15日 - 2024年12月26日、GERA）[99]
- 平和不動産 presents CURIOCITY（2022年4月1日 - 2022年9月30日、TOKYO FM） - 毎週金曜 12:00 - 12:30[100]
- 江刺伯洋のおかげサンデー（南海放送ラジオ）
- R-40（南海放送ラジオ）
- ニュースレディオ（南海放送ラジオ）
- マイナビ Laughter Night（TBSラジオ） - 2016年6月18日[101]、2017年2月4日[102]、2019年1月11日[103]・4月26日[104]・8月23日[105]・11月15日[106]、2020年3月13日[107]・8月28日[108]
- 24時のハコ（TBSラジオ）2021年7月担当[109]
- ヒコロヒーのオールナイトニッポンX（2021年8月21日（20日深夜）、ニッポン放送）[110]
- ラジオとヒコロヒー（2021年11月7日、ニッポン放送）[111]
- 古舘 ヒコロヒーの時代は言葉で作られる（2022年8月19日・12月29日、NHKラジオ第1） - 古舘伊知郎と共演
- ヒコロヒーのオールナイトニッポン0（2022年11月3日（2日深夜）、ニッポン放送）[112]

### CM
- ハウスウェルネスフーズ
  - C1000（2021年6月 - ） - CMキャラクター「しぃちゃん」の声[113]
  - 機能性表示食品「ラクシテ」（2022年4月1日 - ）[114]
- Pairs（2021年12月 - ） - CMの天の声として出演[115]
- 日本郵政 かんぽ生命保険「ご近所散歩中・新医療特約」（2022年4月1日 - ）[116]
- HYaRO BEAUTY ヒアロビューティー（2022年4月11日 - ） - オフィシャルアンバサダー[117]
- GU 2022春夏 WEBモデル（2022年3月 - ）
- ニンジニアネットワーク「プリンタラベル編」（2022年7月20日 - ）[118]
- 不動産情報アプリ「CANARY」（2023年1月10日 - ） - 伊藤万理華と共演[119]
- アサヒ飲料 颯「両極端な感想」編（2024年4月4日 - ） - 黒柳徹子と共演[120]
- エス・エム・エス ナース転職 「仕事終わりの焼肉」編、「夜勤明けサウナ」編（2024年8月19日 - ） - 齊藤京子と共演[121]
- ソフトバンク 「ペイトク店長 アパレル」編（2024年10月12日 - ） - 中居正広と共演[122]

### 舞台
- かわら長介プロデュース公演『コント衛門』

### 単独ライブ
- ヒッコロコメディショー（2013年12月1日、道頓堀角座）
- 漁港の女（2016年11月12日、新宿角座） - 東京に活動拠点を移してからは初の単独ライブ[123]
- その次の女（2017年11月17、新宿角座）[124]
- 清純派（2019年11月16日、新宿角座）[125]
- best bout of hiccorohee（2021年7月10日、北沢タウンホール）[126]
- 第11回単独ライブ「返せよ」（2023年1月21日・22日、銀座 博品館劇場）[127]
- （ヒコロヒー 3公演） 試し卸し叩き / 割拠、ひとりコント / 飲ず吸ず喋り（2023年11月12日、東京 草月ホール）[128]

### ユニットライブ
- ネタヤールーズエンジェル（2019年12月4日、新宿バティオス） - 紺野ぶるま、河邑ミクとのスリーマンライブ[129]
- 同・級・生（2020年10月3日、新宿角座） - プロダクション人力舎所属・吉住とのツーマンライブ[130][131]

### イベント
- 生キョコロヒー
  - 生キョコロヒー 2022初夏〜六本木くる民の集い〜（2022年5月24日、テレビ朝日本社ビル） - 2部構成
  - 生キョコロヒー 2023春〜自覚と責任の5000席〜（2023年5月7日、東京国際フォーラム）

### 音楽
- 「夢」（2022年 / 2023年1月1日デジタル配信） - アルバム『ザ・ブルーハーツ クイズ☆正解は一年後 トリビュート』収録[注 10]
- 奇妙礼太郎「HOPE feat. ヒコロヒー」（2023年11月1日） - 歌唱とMVに参加[133][134]
- キョコロヒー「After you!」（2024年1月1日デジタル配信） - キョコロヒーとして歌唱[135]

## DVD
- アンタッチャブル柴田の「ワロタwwww」〜超絶おもしろいのに全く知られてない芸人たち〜（2014年12月24日、コンテンツリーグ/アニプレックス）- 『娘の結婚報告』のコントを収録。
- best bout of hiccorohee （2021年9月22日、コンテンツリーグ/ソニー・ミュージックソリューションズ、SSBX-2697）

## 連載
- 話題の本（毎日新聞社） - 『毎日新聞』土曜朝刊

## 書籍
- きれはし（2021年9月4日、Pヴァイン、レーベル：ele-king books、ISBN 978-4-910511-00-9）[136]
- 黙って喋って（2024年1月31日、朝日新聞出版、ISBN 978-4-0225-1957-3）[47]